# Stimulator cardiac

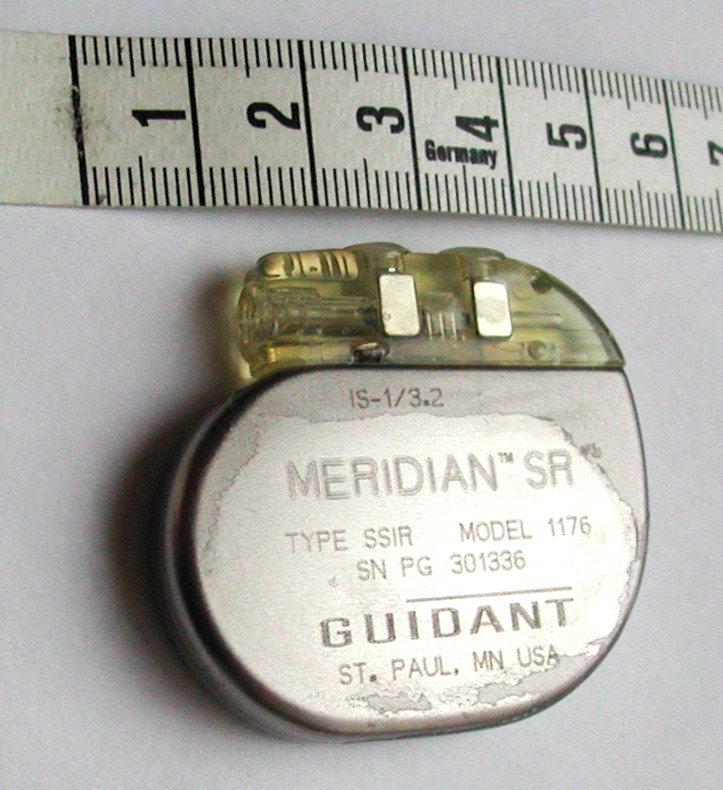
Un stimulator cardiac

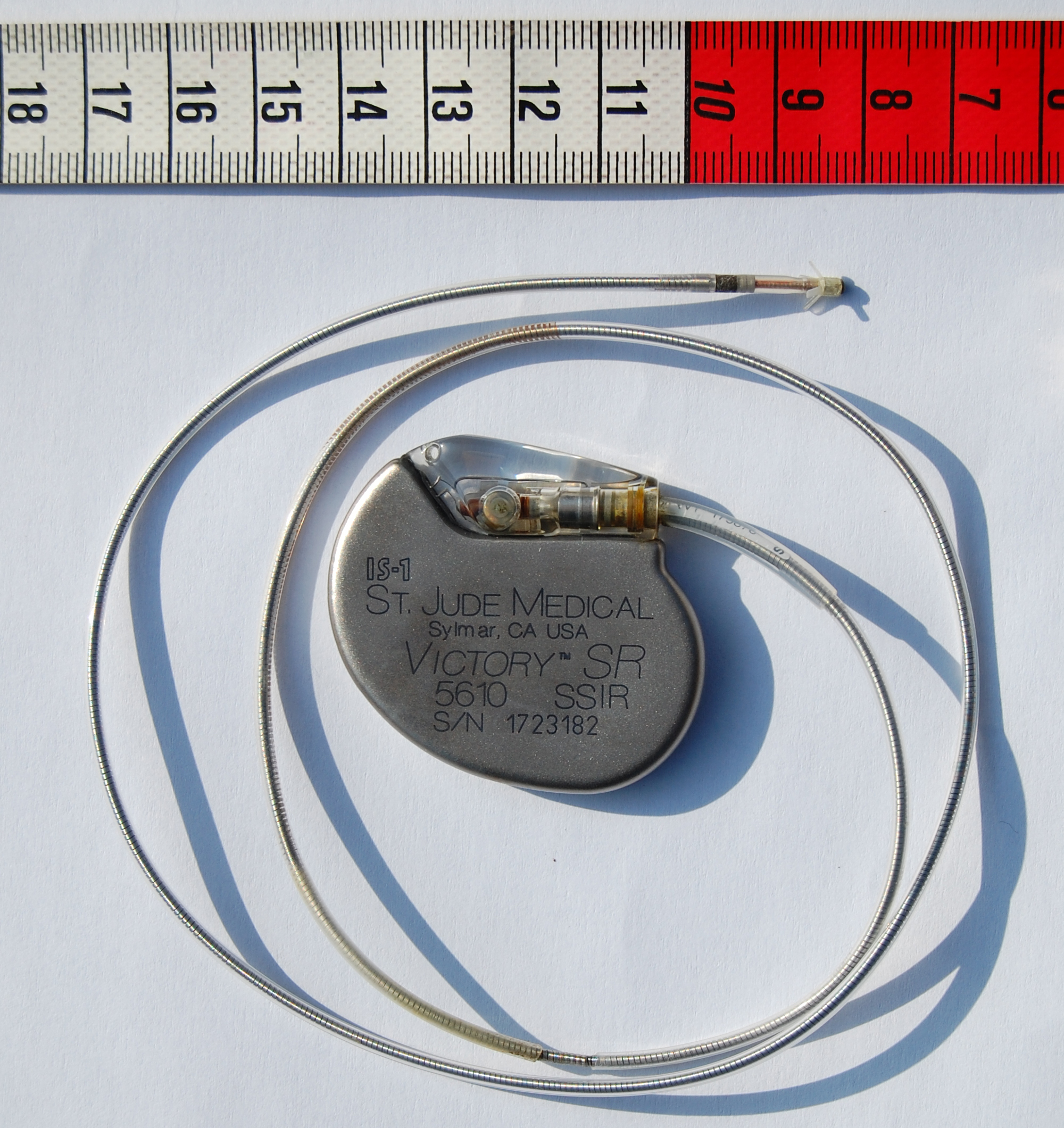
Un stimulator cardiac cu electrod (de la St. Jude Medical). Corpul dispozitivului are aproximativ 4 centimetri în lungime, electrodul măsoară între 50 și 60 centimetri.

Un stimulator cardiac (denumit și pacemaker sau stimulator artificial) este un dispozitiv medical care emite impulsuri electrice, transmise prin electrozi ce sunt în contact cu mușchii inimii, cu scopul de a regulariza bătăile inimii. Dispozitivul electronic miniaturizat emite excitații de ritm regulat, pentru o inimă cu centri fiziologici incapabili să asigure ritmul cardiac normal.
Una din cele mai obișnuite afecțiuni care duc la necesitatea folosirii unui stimulator cardiac se numește bradicardie, adică frecvanța cardiacă este prea joasă pentru a corespunde cerințelor organismului.
Primele stimulatoare cardiace au apărut, și au fost implantate, în anul 1958, fiind produse de firma Siemens-Elema în Suedia. 

## Descriere
Cele două componente principale ale unui stimulator cardiac sunt: 
- o baterie electrică (pilă electrică), care generează impulsuri
- un circuit electronic, ce permite emisia și controlul impulsurilor

Impulsurile sunt transmise miocardului prin intermediul unui fir conductor, sau al unei sonde de antrenare (cateter), care este introdusă pe cale venoasă până în cavitățile cardiace drepte, fie prin electrozi epicardici implantați în miocard.
Un pacemaker este conceput astfel încât să-și întrerupă activitatea în prezența unui ritm cardiac spontan, evitând astfel competeția între activitatea cardiacă spontană și activitatea cardiacă inițiată de generatorul de impulsuri. Practic, la un bolnav cu stimulator cardiac, acesta intervine numai atunci când este nevoie și prin șocuri electrice asigură o frecvență cardiacă asemănătoare cu cea normală.

## Implantarea
Se efectuează sub anestezie locală. Cutiuta stimulatorului este îngropată într-un buzunar subcutanat, între pielea toracelui și mușchiul mare pectoral, operația necesitând o spitalizare de câteva zile. 
Utilizarea pilelor cu litiu și a miniaturizării circuitelor electronice permite ca un stimulator săa funcționeze mai mulți ani, înainte de a fi necesară o nouă intervenție chirurgicală, pentru schimbarea lui. Un astfel de stimulator are o durată de „viață“ între 5-7 și chiar 10 ani.

## Riscuri
Principalul risc este riscul electronic. Trebuie sa fie evitată apropierea pacientului de orice sursă de radiații electromagnetice puternice, în special aparatele de imagerie prin rezonanță magnetică și dispozitivele de control din aeroporturi, care ar putea crea interferențe cu urmări fatale.

## Ultima generație
Firma St. Jude Medical Inc. a creat stimulatorul cardiac wireless care se conectează online și transmite astfel medicului toate datele recente despre starea inimii pacientului. Serverul central și acest dispozitiv comunică cel puțin o dată pe zi, pentru a descărca informațiile relevante și pentru a alerta medicul de gardă în cazul în care starea pacientului se înrăutățește.
Firma Medtronic a lansat o noua serie de stimulatoare MRI-SAFE. Pacientii cu acest tip de stimulator pot face un computer tomograf (RMN / MRI).
Aceste stimulatoare se numesc "Advisa MRI SureScan" si "Revo MRI SureScan" ce au in componenta un nou tip de electrod. Atat stimulatorul cardiac, cat si electrodii detin o protectie suplimentara al senzorului Hall.